# Armascirus garciai
Armascirus garciai är en spindeldjursart som beskrevs av Corpuz-Raros 1995. Armascirus garciai ingår i släktet Armascirus och familjen Cunaxidae. Inga underarter finns listade i Catalogue of Life.